# Prix Michel-Simon
 (avril 2017).
Si vous disposez d'ouvrages ou d'articles de référence ou si vous connaissez des sites web de qualité traitant du thème abordé ici, merci de compléter l'article en donnant les références utiles à sa vérifiabilité et en les liant à la section « Notes et références ».
Le prix Michel-Simon est une récompense de cinéma décernée chaque année depuis 1989 à un jeune acteur et une jeune actrice. Ce prix est nommé en l'honneur de l'acteur franco-suisse Michel Simon. Le prix est décerné durant le festival Acteurs à l'Écran à Saint-Denis.

## Liste des lauréats
Sauf indication contraire, les informations mentionnées dans cette section peuvent être confirmées par la base de données cinématographiques IMDb,  présente dans la section « Liens externes ».
- 1989 :
  - François Négret dans De bruit et de fureur de Jean-Claude Brisseau
  - Yvan Attal dans Un monde sans pitié d'Éric Rochant
  - Nathalie Richard dans La Bande des quatre de Jacques Rivette
- 1990 :
  - Anouk Grinberg dans La Fille du magicien de Claudine Bories
- 1991 :
  - Alex Descas dans S'en fout la mort de Claire Denis
  - Marianne Groves dans Mado poste restante d'Aleksandr Adabachyan
- 1992 :
  - Elsa Zylberstein dans Van Gogh de Maurice Pialat
  - Emmanuel Salinger dans La Sentinelle d'Arnaud Desplechin
- 1993 :
  - Sergi Lopez dans La Petite Amie d'Antonio de Manuel Poirier
- 1994 :
  - Valeria Bruni-Tedeschi dans Les gens normaux n'ont rien d'exceptionnel de Laurence Ferreira-Barbosa
- 1995 : Prix remis par Roman Polanski et James Coburn
  - Jalil Naciri dans Hexagone de Malik Chibane
  - Mathilde Seigner dans Rosine de Christine Carrière
- 1996 : 
  - Véra Briole dans Pigalle de Karim Dridi
  - Francis Renaud dans Pigalle de Karim Dridi
- 1997 :
  - Benoît Magimel dans Les Voleurs d'André Téchiné
- 1998[1] :
  - Marjorie Cottreel pour La Vie de Jésus de Bruno Dumont
  - Sacha Bourdo dans Western de Manuel Poirier
- 1999 :
  - Alexandre Carrière dans Chacun pour soi de Bruno Bontzolakis
  - Rona Hartner dans Gadjo Dilo de Tony Gatlif
- 2000[2] :
  - Marcial Di Fonzo Bo dans Peau neuve d'Émilie Deleuze
  - Sylvie Testud dans Karnaval de Thomas Vincent
- 2001[3] : 
  - Mohamed Hamaïdi dans Loin d'André Téchiné
  - Christelle Prot dans Toutes les nuits d'Eugene Green
- 2002 : 
  - Valérie Donzelli dans Martha... Martha de Sandrine Veysset
  - Pierre-Louis Bonnetblanc dans Le Souffle de Damien Odoul
- 2003[4] :
  - Thiago Teles dans Tiresia de Bertrand Bonello
  - Dinara Droukarova dans Depuis qu'Otar est parti de  Julie Bertuccelli
- 2004[5] :
  - Mathieu Genet dans Frères de Xavier de Choudens
  - Stéphanie Michelini dans Wild Side de Sébastien Lifshitz (ex aequo)
  - Lola Naymark dans Brodeuses d'Eleonore Faucher (ex aequo)
- 2013 :
  - Peter Gudo dans La République des enfants de Flora Gomes